# Kelly Loeffler
Kelly Lynn Loeffler (Bloomington, 27 novembre 1970) è una politica statunitense, direttrice dell'Agenzia per le piccole imprese nella seconda amministrazione Trump dal 20 febbraio 2025 ed in precedenza senatrice per lo stato della Georgia dal 2020 al 2021.

## Biografia
Nata a Bloomington in Illinois, si è laureata in marketing all'Università dell'Illinois - Urbana-Champaign e ha poi conseguito un Master of Business Administration alla DePaul University.
Nel 2002 ha iniziato a lavorare presso la società finanziaria IntercontinentalExchange, di cui poi diventa vicepresidente senior. Nel 2018 diventa CEO della società sussidiaria Bakkt.
Dopo aver inizialmente considerato una candidatura al Senato degli Stati Uniti nel 2014, ipotesi poi sfumata per impegni lavorativi, a dicembre 2018 viene nominata dal Governatore della Georgia Brian Kemp senatrice in sostituzione di Johnny Isakson che aveva annunciato le sue dimissioni per motivi di salute alla fine dell'anno. Si insedia quindi al Senato il 6 gennaio 2020.
Si è candidata alle elezioni speciali del novembre 2020, svolte in contemporanea alle elezioni presidenziali, per mantenere il seggio. Si è definita la più conservatrice tra i repubblicani in Senato e d'accordo con le idee di Donald Trump, durante la campagna ha anche ricordato di detenere in Senato "il record del 100% di votazioni a favore di Trump". Giunta seconda, ha partecipato il 5 gennaio 2021 al ballottaggio con il primo arrivato, il democratico Raphael Warnock, perdendo di 2 punti percentuali (93.550 voti).

### Direttrice dell'Agenzia per le piccole imprese
Il 5 dicembre 2024, il presidente eletto Donald Trump ha annunciato Loeffler come suo candidato per il ruolo di direttore della Agenzia per le piccole imprese. Il 29 gennaio 2025 è comparsa davanti al Senato del comitato per le piccole imprese e l’imprenditorialità. Il 5 febbraio, il comitato ha avanzato la nomina con un voto di 12 sì e 7 no. Il 19 febbraio, il Senato ha confermato la nomina con un voto di 52 sì e 46 no.

## Vita privata
Cattolica, ha sposato nel 2004 Jeffrey Sprecher, fondatore e Amministratore Delegato di IntercontinentalExchange. Vivono a Tuxedo Park, Atlanta, in una proprietà da 10,5 milioni di dollari e 1.400 metri quadrati chiamata Descante, acquistata nella transazione immobiliare residenziale più costosa mai registrata ad Atlanta.  Nell'agosto 2020, il Washington Post ha riportato che il patrimonio netto combinato di Loeffler e Sprecher era di 520 milioni di dollari, rendendola la più ricca senatrice degli Stati Uniti.